# Poecillastra wondoensis
Poecillastra wondoensis är en svampdjursart som beskrevs av Thomas Robertson Sim och Kim 1995. Poecillastra wondoensis ingår i släktet Poecillastra och familjen Pachastrellidae.
Artens utbredningsområde är havet utanför Sydkorea. Inga underarter finns listade i Catalogue of Life.